# Lago di Aiguebelette
Il lago di Aiguebelette (in francese lac d'Aiguebelette) è un lago naturale francese che si trova nel dipartimento della Savoia. Il nome del lago significa "belle piccole acque".

## Caratteristiche
È il principale lago dell'Avant-Pays savoyard, all'estremità sud del massiccio del Giura. Si trova a circa 10 km da Chambéry e 100 km da Lione. Ad est è fiancheggiato dalla chaîne de l'Épine, che culmina con il mont Grelle (1425 m} e all'ovest dal Monte Tournier. La sua profondità media è di 71 metri. Si caratterizza a prima vista per il suo colore verde, mentre nella stessa regione il lago di Annecy è invece blu e il lago del Bourget più sovente appare grigio. Sulla riva del lago di Aiguebelette si trovano i comuni di Aiguebelette-le-Lac, Lépin-le-Lac, Saint-Alban-de-Montbel, Novalaise e Nances.

## Protezione dell'ambiente
Per preservare la qualità delle acque del lago e il suo ambiente le imbarcazioni a motore sono vietatea partire da un decreto dell'anno 1967. Inoltre a partire dal mese di marzo del 2015 il Lago di Aiguebelette è diventato la prima riserva naturale regionale di acqua dolce della Francia.